# 上郷村花火工場爆発事故
上郷村花火工場爆発事故（かみさとむらはなびこうじょうばくはつじこ）は、1959年（昭和34年）5月29日に長野県下伊那郡上郷村（現・飯田市）で起きた花火工場の爆発事故。

## 事故の概要
1959年（昭和34年）5月29日午後2時25分頃、長野県下伊那郡上郷村別府（上郷町を経て現在は飯田市上郷別府地籍）にある内山煙火製造所にて花火を製造していたところ、突然爆発事故が発生した。この事故により作業場などが吹き飛び、花火工場の経営者とその妻、従業員4名、付近の小学校の児童1名の計7名が死亡し、266名が負傷した。
飯田警察署による生存者や目撃者の話をまとめた捜査によれば、事故当時は作業員12名がアメリカなど日本国外向け用の打ち上げ花火を製造しているところで、花火玉を金型に入れて加圧成型する作業をしており、その最中に突然花火玉が爆発。この火が他の火薬に次々と引火して、大爆発となった。
爆風は花火工場の敷地内にあった木造の作業場6棟、土蔵の火薬保管庫2棟、経営者の自宅1棟の合計9棟（480平方メートル）を一瞬にして吹き飛ばした。
また、この爆発では爆発地点を中心に半径約600メートルの範囲内の家屋のうち全壊10棟、半壊54棟、窓ガラスが割れるなどの被害が148棟など、その被害は広範囲に及んだ。
事故現場は飯田市街地の東側で、飯田市（橋北地区）と上郷村の境界に位置する場所である。
花火工場の横を流れる野底川の対岸には飯田市立浜井場小学校と長野県飯田風越高等学校の両校が50〜100メートルほど離れた距離に建っていた。両校とも事故発生当時は授業中であったが、浜井場小学校の校庭では6年6組の児童らが体操をしていたところを爆風が直撃。教師や児童全員が数メートル吹き飛ばされた。うち女子児童1名は柵で頭部を強打し、すぐさま校長らに抱きかかえられて近くの病院へと運ばれたが死亡した。
この飯田市立浜井場小学校は円筒形のモダンなデザインの校舎（1955年（昭和30年）完成）を持つ小学校として有名だったが、この円形校舎の窓ガラスのほぼすべてが爆風で窓枠ごと吹き飛んだ。事故から60年以上経ち、工場跡地も整地されて住宅地や農地に転用されたため当時の面影は全く残っていないが、2022年現在でもこの円形校舎は残っている。また、飯田風越高等学校は1976年（昭和51年）に風越山山麓に移転し、跡地には飯田警察署が建てられた。